# Arch Falls
Die Arch Falls sind ein Wasserfall im Westland District in der Region West Coast auf der Südinsel Neuseelands. Am nordwestlichen Ausläufer der Olivine Range der Neuseeländischen Alpen liegt er im Oberlauf des Martyr River, der in nordwestlicher Fließrichtung kurz vor dessen Mündung in die Tasmansee in den Cascade River mündet. Seine Fallhöhe beträgt 18 Meter. Einige Kilometer stromabwärts liegen die Mac Falls.